# Бальтасар-Брум
Бальтасар-Брум (исп. Baltasar Brum) — муниципалитет в Уругвае. Административный центр — город Бальтасар-Брум.

## История
Муниципалитет образован 15 марта 2010 года.

## Состав
В состав муниципалитета входит единственный населённый пункт:
- Бальтасар-Брум